# Люшева къща
Люшевата къща (на македонска литературна норма: Љушева куќа) е къща в град Охрид, Северна Македония. Сградата е обявена за значимо културно наследство на Република Македония.

## История
Къщата е разположена на чаршийската улица „Свети Климент Охридски“ № 48. Построена е в 1936 година от неизвестни майстори.

## Архитектура
Сградата се състои от приземие и два етажа. Приземието първоначално е предназначено за търговски цели, а етажите за живеене. Изобилства с елементи на неокласическата архитектура – еркерни балкони, декоративни шамброни около прозорците, пиластри в ъглите. Фасадата е разделена и на хоризонтални полета. Градежът е масивен, междуетажните и покривната конструкции са дървени. Покривът е на две води с традиционни керемиди. Вратата на приземието е голяма, правоъгълна, а на етажите са по-малки, също правоъгълни. Балконите имат огради от ковано желязо.